# Premissa (narrativa)
A premissa de um texto como um livro, filme ou roteiro é entendida como a motivação inicial de uma história. Segundo Robert McKee, a premissa “raramente é uma afirmação completa. Geralmente, é uma questão aberta: o que aconteceria se…?”. A premissa é utilizada por autores nos momentos iniciais da criação de uma história para aguçar a imaginação e para que seu desenvolvimento tenha um ponto central.
A maioria das premissas pode ser expressa de forma muito simples, e muitos filmes podem ser identificados simplesmente a partir de uma frase curta que descreve a premissa a partir de seu conflito principal. Por exemplo: Um garoto solitário faz amizade com um alienígena; Uma cidade pequena é aterrorizada por um tubarão; Um menino vê pessoas mortas.